# Hytten Bjerge

Hytten Bjerge (dansk) eller Hüttener Berge (tysk) er en cirka 22 hektar stor naturpark i det nordlige Tyskland, beliggende i det sydøstlige Sydslesvig vest for Egernførde. Området domineres af bakker, skove og mindre søer. Naturparkens højeste punkter er Scheelsbjerg på 106 meter og Askbjerg på 98 meter. Scheelsbjerget er dermed Sydslesvigs højeste punkt. På Askbjerget findes blandt andet et vandrerhjem og den cirka 7 meter høje bronzestatue af rigskansler Otto von Bismarck, som før var en del af Bismarck-tårnet på Knivsbjerg ved Aabenraa. Større søer er Vittensø og Bistensø, hvor floden Sorgen udspringer. I landsbyen Holtbunge (tysk Holzbunge) findes naturparkens informationscenter Redderhus med udstillinger om blandt andet områdets karakteristiske levende hegn (på tysk Knick). Få kilometer nord for Hytten Bjerge ligger Slesvig by og Slien. Mod øst slutter landskabet mod halvøerne Svans og Jernved.

## Hytten herred og amt
Området har sit navn efter den lille landsby Hytten. I middelalderen hørte området til Hytten Herred. Dette blev senere en del af Hytten Amt.
Den 1. januar 2008 blev det kommunale forvaltningsfællesskab Amt Hüttener Berge dannet ved, at  Amt Hütten og Amt Wittensee (Vittensø) blev lagt sammen. Der er 16 kommuner i forvaltningsfællesskabet, herunder Østerby, Okslev, Askfelt og Damtorp.